# Kalvö, Sjundeå
Kalvö är en ö i Finland.   Den ligger i kommunen Sjundeå i den ekonomiska regionen  Helsingfors  och landskapet Nyland, i den södra delen av landet, 40 km väster om huvudstaden Helsingfors. Arean är 0,78 kvadratkilometer.
Terrängen på Kalvö är mycket platt. Öns högsta punkt är 26 meter över havet. Den sträcker sig 1,0 kilometer i nord-sydlig riktning, och 1,3 kilometer i öst-västlig riktning.